# Pic de Port Negre
El Pic de Port Negre és una muntanya de 2.570 metres que es troba entre els municipis d'Alins, a la comarca del Pallars Sobirà i Andorra.